# Megamelanus elongatus
Megamelanus elongatus är en insektsart som beskrevs av Ball 1905. Megamelanus elongatus ingår i släktet Megamelanus och familjen sporrstritar. Inga underarter finns listade i Catalogue of Life.